# Bad Moon Rising (álbum)
Bad Moon Rising é o segundo álbum de estúdio da banda de rock americana Sonic Youth, lançado em 29 de março de 1985, pela Blast First e Homestead Records. O álbum tem como tema o lado sombrio dos Estados Unidos, incluindo referências à obsessão, insanidade, Charles Manson, heavy metal, satanismo e os encontros dos primeiros colonizadores europeus com os nativos americanos.
Lançado com ótimas críticas da imprensa musical underground, Bad Moon Rising foi o primeiro álbum da banda a combinar material experimental com peças de transição e segues.  O álbum foi precedido pelo single "Death Valley '69", que não entrou nas paradas nem nos EUA nem no Reino Unido (a faixa foi regravada para o álbum e lançada novamente como single em junho de 1985). O álbum recebeu o nome da canção de 1969 "Bad Moon Rising" do Creedence Clearwater Revival. 

## História
O Sonic Youth foi formado na cidade de Nova York em 1981 pelos guitarristas Thurston Moore e Lee Ranaldo e pelo baixista Kim Gordon . A banda assinou com a Neutral Records de Glenn Branca, lançando o EP Sonic Youth em março de 1982. À medida que o Sonic Youth lançava uma série de álbuns e EPs com crescente aclamação da crítica, incluindo Confusion Is Sex e Kill Yr Idols em 1983, vários bateristas entraram e saíram da banda. Bob Bert voltou ao Sonic Youth após a turnê Confusion Is Sex em meados de 1983. A imprensa de Nova York ignorou amplamente o Sonic Youth (assim como a cena de noise rock da cidade), até depois de uma desastrosa estreia em Londres em outubro de 1983, que recebeu ótimas críticas nos jornais britânicos Sounds e NME.  Quando retornaram a Nova York, a fila no CBGB para os shows da banda dava a volta no quarteirão.
Em meados de 1984, o Sonic Youth tocava quase semanalmente na cidade, mas seus membros começaram a perceber que havia pouco futuro em sua abordagem musical; Moore disse mais tarde: "estava chegando ao ponto do exagero".  Eles se retiraram para a sala de ensaio, afinaram novamente suas guitarras e mudaram seus equipamentos para que não pudessem tocar suas músicas antigas e começaram a escrever novo material. 

## Gravação e capa
Após um período de intensa composição, a banda entrou no BC Studio do produtor Martin Bisi – implicitamente, "Before Christ Studio", que é como a banda o creditou no álbum – no Brooklyn, Nova York, em setembro de 1984. Bisi gravou os primeiros rappers e músicos de vanguarda locais, como John Zorn, Elliott Sharp e Bill Laswell. 
A capa do álbum é uma fotografia do artista James Welling de um espantalho com uma Jack-o'-lantern flamejante na cabeça.

### Música
O estilo de Bad Moon Rising foi descrito como noise rock,  no wave  e rock experimental.  O álbum começa com "Intro", um instrumental curto com várias guitarras, descrito por Michael Azerrad como "uma linha de slide melancólica e miada tocando uma pilha delicada de arpejos cristalinos".  "Intro" segue para a próxima música, "Brave Men Run (In My Family)". A música começa com um único riff repetindo por um minuto, antes de Gordon murmurar, "Homens corajosos correm na minha família/Homens corajosos fogem de mim." O riff desaparece na terceira música do álbum, "Society Is a Hole", "um hino de um acorde à anomia da cidade grande".  O uso de peças de transição pelo Sonic Youth no álbum foi inspirado por seus shows ao vivo, que apresentavam Moore ou Ranaldo afinando guitarras por até cinco minutos enquanto o outro tocava riffs de guitarra transitórios lentos ou colagens de sons pré-gravados. 
"I Love Her All the Time" apresenta uma extensa guitarra preparada por Ranaldo e o uso de um acorde, com uma seção de ruído no meio;  como muitas das canções do álbum, foca na textura e no ritmo em vez da melodia. O segundo lado de Bad Moon Rising, que compreende a experimental "Ghost Bitch" (que apresenta Ranaldo no violão e faz referência ao primeiro encontro dos nativos americanos com os colonos europeus), "I'm Insane" e "Justice is Might", expande o conceito de paisagem sonora; as músicas apresentam riffs de guitarra repetidos que seguem de uma música para outra, enquanto Moore e Gordon murmuram letras enigmáticas.
"Death Valley '69", a canção que encerra o álbum, foi o resultado de uma colaboração entre Moore e a cantora e poetisa nova-iorquina Lydia Lunch. Descrevendo o estilo do álbum, a Pitchfork o chamou de "não tanto uma coleção de canções, mas sim um tumulto prolongado e interminável, perfeito em som e tema". 

## Recepção crítica
| Críticas profissionais        | Críticas profissionais |
| Avaliações da crítica         | Avaliações da crítica  |
| Fonte                         | Avaliação              |
| ----------------------------- | ---------------------- |
| AllMusic                      | [ 6 ]                  |
| Blender                       | [ 12 ]                 |
| Chicago Tribune               | [ 13 ]                 |
| Encyclopedia of Popular Music | [ 14 ]                 |
| Entertainment Weekly          | B                      |
| Pitchfork                     | 8.1/10                 |
| Q                             | [ 16 ]                 |
| The Rolling Stone Album Guide | [ 17 ]                 |
| Spin Alternative Record Guide | 5/10                   |
| The Village Voice             | B                      |

AllMusic notou a natureza sombria do álbum, escrevendo: "Um álbum completamente diferente de qualquer outro no cânone colorido do Sonic Youth, Bad Moon Rising captura a banda de Nova York em 1985 durante sua fase mais sombria, que é bastante proibitiva, mas fascinante ao mesmo tempo."  Trouser Press escreveu que "[exala] toda a beleza horrível de uma nuvem de cogumelo no horizonte."  Pitchfork descreveu a estética do álbum como "atraente." 
Byron Coley, da Spin, escreveu: "Um retrato auditivo da banda que é menos obstinadamente violento do que seus precursores imediatos. O ker-unch de guitarras como tratores de batalha é certamente o som em torno do qual o disco se enrola." 

### Elogios
Bad Moon Rising foi classificado em 42º lugar na lista da Alternative Press dos melhores álbuns de 1985-1995, superando Daydream Nation. 

## Lista de faixas
Todas as músicas e letras foram escritas por Sonic Youth (Kim Gordon, Thurston Moore, Lee Ranaldo e Bob Bert), exceto onde indicado.
| Lado A |                                |         |  |
| N.º    | Título                         | Duração |  |
| 1.     | "Intro"                        | 1:10    |  |
| 2.     | "Brave Men Run (In My Family)" | 3:37    |  |
| 3.     | "Society Is a Hole"            | 5:57    |  |
| 4.     | "I Love Her All the Time"      | 7:27    |  |

| Lado B |                                          |         |  |
| N.º    | Título                                   | Duração |  |
| 5.     | "Ghost Bitch"                            | 5:20    |  |
| 6.     | "I'm Insane"                             | 4:07    |  |
| 7.     | "Justice Is Might"                       | 4:21    |  |
| 8.     | "Death Valley '69" (Lydia Lunch e Moore) | 5:10    |  |

| Faixas bônus do CD |                   |         |  |
| N.º                | Título            | Duração |  |
| 9.                 | "Satan Is Boring" | 5:06    |  |
| 10.                | "Flower"          | 3:36    |  |
| 11.                | "Halloween"       | 5:11    |  |
| 12.                | "Echo Canyon"     | 1:08    |  |

- As faixas 10 e 11 estão invertidas em algumas prensagens de CD
- A faixa 12 não está incluída na primeira prensagem do CD de 1989 pela Blast First [25]

## Ficha técnica
Sonic Youth
- Thurston Moore – guitarras, guitarra preparada, vocal principal, produção
- Kim Gordon – baixo, vocal principal, backing vocal ("Death Valley '69"), produção
- Lee Ranaldo – guitarras, percussão ("Ghost Bitch"), backing vocals ("Death Valley '69"), produção
- Bob Bert – bateria, produção

Pessoal adicional
- Lydia Lunch – vocal principal e produção em "Death Valley '69"

Produção
- Martin Bisi – engenheiro, produtor (todas as faixas, exceto 10–11)
- Ethan James – engenheiro (faixas 10–11)
- John Erskine – produtor (todas as faixas, exceto 10–11)

## Histórico de lançamento
| Região         | Data | Formato              | Gravadora             | Número de catálogo |
| -------------- | ---- | -------------------- | --------------------- | ------------------ |
| Estados Unidos | 1985 | LP                   | Blast First/Homestead | BFFP L/HMS 016     |
| Reino Unido    | 1985 | LP, Fita cassete, CD | Blast First           | BFFP 1             |
| Alemanha       | 1985 | LP                   | Torso                 |                    |
| Estados Unidos | 1993 | CD                   | Geffen                | DBCD 24512         |
| Europa         | 1993 | CD                   | Geffen                | GED 24512          |
| Reino Unido    | 1996 | LP                   | Rough Trade           |                    |
| Estados Unidos | 2015 | CD                   | Goofin'               |                    |